# 田中义一
田中义一（日语：／ Tanaka Giichi，1864年7月25日—1929年9月29日），幼名乙熊。日本山陽道長門國阿武郡萩城下（今山口縣萩市）人，內閣總理大臣兼外務大臣、內務大臣與拓務大臣。在日本以外，田中以在1927年上奏侵华方略的田中奏折广为人知，但該奏摺經考證證實為假消息。在日本內部，則是因為陸軍大臣身份，被稱有著強硬的對華外交姿態，不過更激進的關東軍擅作主張時，他對刺殺張作霖則認為太過火了，在打算決定逞處暴走後的軍部時產生政治嫌隙而被抹黑，還因此被天皇訓斥管不好軍部，最終導致他鬱鬱寡歡，自請離職。

## 生平
长州藩士出身；日俄战争时任陆军参谋；战后历任陆军省军事课长、军务局长和参谋次长；1918－1921年和1923－1924年两次任陆相，继山县有朋之后成为陆军长州阀巨头、为陆军统制派领袖，并主導日軍出兵西伯利亚，阻止苏俄革命；1925年为了參選首相而以大将军衔退役，並击败该党元老级人物、金融家高桥是清而出任当时日本最大政党立憲政友會总裁，隨即以党首身份出任内阁总理大臣，成为首位在昭和年代就任的日本首相。
首相任內，他积极维护日本陆军利益，改变币原喜重郎對華放軟的“协调外交”，重拾積極對華外交。1927年11月与蒋介石和张群在东京会晤，劝其停止北伐。任内，于1927年5月和1928年4月两次出兵中国山东济南，1928年5月制造济南惨案；利用中国北伐战争奉系败退，逼迫张作霖割让东三省权益；積極进行了反共产主义的政策，並對蒋介石的國民政府提供援助。
1928年，日本扩大有选举权公民范围后第一次普选（眾議院選舉），在野党民政党获得了三菱财阀支援，抨击田中内阁的内外政策，揭露田中的300万日元挪用军费做担保的高利贷案。选举结果田中的政友会未过半数，仅比民政党多一个议席。田中分化拉拢中间派议员，最终获得217个议席，以微弱的優勢取得了议会多数党地位。

### 因皇姑屯事件引咎辭職
1928年6月4日，在皇姑屯事件發生後，田中为保持国际信用，先在天皇面前主张嚴懲暗杀事件的主謀陆军大佐河本大作，但其後因为受到日本陆军参谋总长宇垣一成的强烈反對，因而向天皇改口此暗杀为中国北伐军所为，遭到在野党和昭和天皇批判前後怎麼說話反覆，並於1929年7月2日被迫向天皇辞职。然而就在他請辭不久，他就在慶祝其就任貴族院議員的宴會中心肌梗塞，9月29日去世，終年65歲。亦有據稱來自他的妻侍的傳言指他因馬上風而去世，但這個傳言得不到證實，反而有人認為是軍方對他抹黑而散播的謠言。